# Харламов, Василий Олегович
Васи́лий Оле́гович Харла́мов (род. 8 января 1986, Брянск) — российский легкоатлет, специалист по многоборьям. Выступал за сборную России по лёгкой атлетике в 2007—2013 годах, чемпион летней Универсиады в Шэньчжэне, победитель Кубка Европы в командном зачёте, победитель и призёр первенств национального значения, участник чемпионата мира в Берлине. Представлял Москву и Брянскую область. Мастер спорта России международного класса (2009). Ныне — тренер по лёгкой атлетике.

## Биография
Василий Харламов родился 8 января 1986 года.
Впервые заявил о себе на международном уровне в сезоне 2007 года, когда вошёл в состав российской национальной сборной и выступил на молодёжном европейском первенстве в Дебрецене, где с результатом в 7681 очко стал в программе десятиборья седьмым.
В 2008 году на Кубке Европы по легкоатлетическим многоборьям в Хенгело был восьмым и пятым в личном и командном зачётах соответственно.
В 2009 году выиграл серебряную медаль в семиборье на зимнем чемпионате России в Пензе. В десятиборье стал четвёртым на Кубке Европы в Щецине, занял 17-е место на чемпионате мира в Берлине. По итогам сезона удостоен почётного звания «Мастер спорта России международного класса».
В 2010 году вновь стал серебряным призёром на зимнем чемпионате России в Пензе, показал тринадцатый результат на чемпионате Европы в Барселоне.
В 2011 году в семиборье победил на зимнем чемпионате России в Пензе, занял восьмое место на чемпионате Европы в помещении в Париже. На летнем чемпионате России в Чебоксарах получил серебро в десятиборье, затем удачно выступил на Кубке Европы в Торуне — выиграл серебряную медаль личного зачёта и помог своим соотечественникам одержать победу в мужском командном зачёте. Будучи студентом, представлял страну на летней Универсиаде в Шэньчжэне, где с личным рекордом в 8166 очков превзошёл всех соперников в десятиборье и завоевал золото.
В 2012 году добавил в послужной список серебряные награды, полученные на зимнем чемпионате России в Москве и летнем чемпионате России в Чебоксарах. Принимал участие в чемпионате Европы в Хельсинки, но завершил здесь выступление досрочно и не показал никакого результата.
На чемпионате России 2013 года в Чебоксарах стал вторым позади Ильи Шкуренёва, на домашней Универсиаде в Казани провалил все попытки в прыжках с шестом и не смог попасть в число призёров.
Завершив спортивную карьеру, в 2015 году окончил Московскую государственную академию физической культуры по специальности «профессиональная переподготовка» и затем работал тренером по лёгкой атлетике в спортивной школе олимпийского резерва «Москвич».
В 2023 году  Харламов дисквалифицирован на четыре года за нарушения антидопинговых правил. Расследование нарушения антидопинговых правил велось в рамках дела о базе данных Московской антидопинговой лаборатории (LIMS).